# Iván Córdoba
Iván Ramiro Córdoba, född 11 augusti 1976 i Medellin, Colombia, är en colombiansk före detta fotbollsspelare (mittback) och landslagskapten. Har spelat i Deportivo Rionegro (Colombia), Atlético Nacional (Col) och San Lorenzo (Arg) innan han kom till Inter (Italien).
Med landslaget har Córdoba vunnit Copa América 2001, motsvarigheten till EM, där han dessutom avgjorde finalen.
I Inter har han vunnit två italienska cuper, två ligatitlar två supercuper samt en retroaktiv ligatitel.